# Норвешки покрет отпора
Норвешки покрет отпора (нор. Motstandsbevegelse) је заједнички назив за различите групације и организације које су пружале активан или пасиван отпор нацистичкој окупацији Норвешке током Другог светског рата. Он се фокусирао на оно што је остало од вредности и друштвеног поретка самосталне Норвешке, као и на борбу за национални идентитет. У почетку се отпор може поделити на три гране: војни отпор, цивилни отпор и отпор комуниста.

## Рађање покрета отпора
Немачке трупе су 9. априла 1940. напале Норвешку, при чему су тада краљ Хокон VII и влада одбили немачке захтеве да признају Видкуна Квислинга као новог премијера Норвешке. Ово је проузроковало напад на краља и владу и довело до масовног бомбардовања, те су они били принуђени да 7. јуна напусте Норвешку и своју борбу против Немаца наставе из Велике Британије. Британски и француски војници убрзо пристижу Норвешкој у помоћ, али ово не поправља ситуацију. Војници нису били довољно обучени како би се супротставили немачким трупама, те се они враћају на своје фронтове. Норвешка је и даље у рату са Немачком, и након војне капитулације влада окупационо стање у целој земљи.
Већина норвешког становништва је желела да сведе контакт с Немцима на минимум и невољно се прилагођавала њиховим захтевима и одлукама. Неки су сматрали отпор бескорисним и пристајали су на компромисе и сарадњу, док су неки пак то све подржавали из, на пример, својих идеолошких убеђења. Под тим се углавном мисли на припаднике странке Народног савеза, односно присталице Квислинга. С друге стране, постојао је удео становништва који није желео да прихвати пораз и који су били спремни да ризикују своје животе и супротставе се окупационом режиму у борби за слободну Норвешку. Нетрпељивост према нацистичком режиму је покренула низ саботажа и акција покрета отпора. Такође, једна од ствари која је подстакла ову борбу је управо одлучност краља да одбије немачке захтеве и настави да се бори за слободу упркос свему. У наредним годинама се отпор фокусирао на оно што је остало од вредности и друштвеног поретка самосталне Норвешке, на борбу за национални идентитет.
Током 1942. и 1943. организације покрета отпора јачају и постаје јасно да покушај да се заведе окупациони режим у Норвешкој неће успети. Важан покретач отпора сада постаје и противљење против нацистичких радних сектора. То кулминира 1944, када Квислингово министарство представља план о насилном регрутовању младих Норвежана у радни сектор. Војни и цивилни покрети отпора се удружују у покушају да зауставе овај план и спроводе низ саботажних операција које би приморале окупациони режим да одустане од ове идеје. Сумњало се да је регрутовање младих момака заправо први корак ка њиховој војној мобилизацији. Једна од планираних саботажа је, на пример, уништавање архиви радног сектора.
У јулу 1944. године се војни и цивилни покрети отпора удружују у „Удружење домаћег фронта (ДФ)”. До тада је владало неповерење између ових организација. На дан ослобођења 8. маја, влада у Лондону је овластила ово удружење покрета отпора да управља земљом у име владе док се њени представници не врате у Норвешку.

## Покрети отпора у Норвешкој
У почетној фази можемо поделити отпор на војни отпор, цивилни отпор и отпор комуниста.

### Војни отпор
„Милорг” је била једна од најважнијих организација војног отпора, основана 1941. године. Главни циљ ове организације је био да се створи велика тајна војска која би могла да пружи помоћ савезничким и норвешким снагама у ослобођењу Норвешке. Рад организације на почетку се вршио преко мреже пионира и официра који су регрутовани да стварају војне формације унутар својих округа.

### Цивилни отпор
Цивилно становништво је подршку у борби за слободу добијало од илегалних цивилних покрета отпора као што су „Кретсен” и Координациони комитет (КК). „Кретсен” је у почетку била организација усмерена против владе радничке партије Јохана Нигордсволда. Касније је главни задатак постао вођење цивилног покрета отпора у сарадњи са норвешком владом у егзилу у Лондону. „Кретсен” је имао блиску сарадњу са Координационим комитетом, са којим је потом основао „Сиворг”. Координациони комитет је првобитна идеја Вига Ханстена, који бива погубљен пре него што је комитет основан. Ханс Јакоб Устведт и Уле Јакоб Малм 1941. одлучују да ипак оснују чврст координирајући орган који се састоји од људи различитих струка са циљем да се сузбије напредак нацизма у земљи.

### Отпор комуниста
Оно што разликује комунисте од осталих покрета отпора је њихова жеља за саботажом Немаца још од раних стадијума окупације. Остали покрети су почели са саботажом тек од 1944. године. Вођа покрета отпора комуниста Педер Фуруботн, био је за активни отпор, тј. саботажу, а човек који је основао саботажне групе био је Асбјерн Сунде. Он је водио групу „Освалд” која је започела саботажу још у јулу 1941. Од 1942. до 1944. године сарађивао је са Комунистичком партијом Норвешке, чији је постао и вођа. Након што је прекинута њихова сарадња, створена је нова група „Пеле” са Рагнаром Солијем као вођом и они су били задужени за саботажу у околини Осла. Једна од таквих операција је, на пример, потапање шест немачких бродова у новембру 1944. Норвешка комунистичка партија је једина партија која је створила илегалну партију која је пружала отпор. Комунисти су организовали војне групе, производили илегалне новине и помагали становништву да избегну од ратних зона преко шведске границе.

## Активности покрета отпора

### Курирска делатност
Курири су били веома важна карика у Другом светском рату. Преношење информација било је кључно, а како би се одређена информација пренела преко границе, били су потребни добровољци који ће ризиковати свој живот и слободу. Та активност се најчешће одвијала у смеру из Норвешке ка Шведској, где су Норвежани имали базе за отпор. Курири су преносили писма, поруке, опрему, или, на пример, новац, оружје и радио уређаје, а један од задатака био је такође и превођење људи преко границе у Шведску. Морали су се служити креативним методама како не би били откривени од стране Немаца, па су тако поруке често скривали на или у телу, или су их сакривали на договореном месту. Руте којима су се кретали биле су тајне и нераскрчене, како не би биле откривене, јер ако их Немци открију, куририма би уследео концентрациони логор, мучење или смрт. Такође, било је важно избећи људе које познају ради чувања сопственог идентитета. Користили су често туристичке колибе као смештај, а некад их је примало и локално становништво, упркос томе што је то и њих могло довести у опасност. Како би ризиковали што мање, користили су шифрована имена и шифровани језик у порукама које су преносили. У случају да их непријатељ открије и ухвати, користиле су се отровне пилуле за самоубиство. Позната породица која се бавила овом делатношћу била је породица Морсет. Они су преносили радио уређајe из Шведске у Трондхајм. Отац Педер је овај задатак пренео на своје синове, а син Тормод је наставио овај задатак. Породица је откривена 2. марта 1943. и била је мучена и погубљена од стране нациста.

### Илегалне новине
Покрети отпора су се често бавили производњом и дистрибуцијом илегалних новина. Ширење илегалних новина које су се тада звале пароле, по наређењу покрета отпора, био је веома компликован задатак. Илегалне новине су морале да испуне очекивања читалаца, да у овим опасним страницама које су морали да шире по задужењу, прочитају нека упутства и смернице за отпор. Људи који су се бавили дистрибуцијом доводили су себе у опасност, на пример, могли су да заврше у затвору, или у најгорем случају да буду и погубљени. Свеукупно је око 4000 људи било ухапшено, а око 100 погубљено.

### Бег у Шведску
Велики број становништва је то чинио на своју руку, без помоћи икакве организације. Међутим, унутар покрета отпора јавиле су се организације чији је главни задатак био експорт избеглица у Шведску. И војни и цивилни отпор, као и комунисти су имали посебне организације. Оне су такође обезбеђивале смештај за људе који су чекали да пређу преко границе, и превозили су их камионима или возовима.

## Операција Гунерсиде
То је била једна од најуспешнијих саботажа у Другом светском рату која је била пресудна за Хитлеров неуспех у стварању атомске бомбе. Главни задатак ове операције било је уништавање фабрике тешке воде „Norsk Hydro” у близини Рјукана, у округу Телемарка. После прве неуспешне операције Немци су подигли мере опреза на виши ниво. Стигло је појачање војницима првобитне групе „Гроусе” који су преживели и нова групација је организовала још један напад. Поделили су се у две групе, групу која стражари и групу која ће поставити екплозив.  Спустили су се падобранима на плато прекривен снегом и ледом и успешно спустили у близини  фабрике. С обзиром на јак ветар, Немци нису чули експлозију и нису успели да одреагују на време, па су сви чланови групе успели да побегну, неки у Шведску, неки су остали на подручју Телемарка, а неки су отишли према Ослу.

## Значај покрета отпора
Цивилна борба је допринела заштити људских вредности од непријатељског нацистичког режима и одржавању морала у народу током петогодишње окупације. Војни отпор је допринео немиру међу непријатељским трупама, јачању жеље за отпором, ослабљивању немачке ратне економије и заштитио је норвешку индустрију и инфрастуктуру од немачког уништавања. Такође, заједно са победницима рата и специјалним норвешким снагама у британској служби ови покрети отпора осигурали су да се ослобођење Норвешке 1945. не сматра само поклоном од других, већ да је за то заслужан истински и пожртвовани норвешки труд.